# Germano Rigotto
Germano Rigotto, né le 24 septembre 1949 à Caxias do Sul, est un homme politique brésilien.
Membre du Mouvement démocratique brésilien, il est le gouverneur de l'État de Rio Grande do Sul entre 2003 et 2007.